# ارمنت (آذربایجان)
ارمنت (به لاتین: Ərmənət) یک منطقه مسکونی در جمهوری آذربایجان است که در شهرستان اغوز واقع شده‌است. ارمنت ۷۰۷ نفر جمعیت دارد.